# NGC 5090
NGC 5090 (również PGC 46618) – galaktyka eliptyczna (E2), znajdująca się w gwiazdozbiorze Centaura. Odkrył ją John Herschel 3 czerwca 1834 roku. Oddziałuje grawitacyjnie z sąsiednią galaktyką NGC 5091.
W galaktyce NGC 5090 odnotowano jedną niepotwierdzoną supernową SN 1981C.